# Palacio de Peredo (Mijares)
El palacio de Peredo es un edificio construido a mediados del siglo XVI con planta rectangular y tres alturas, situado en Mijares (municipio de Santillana del Mar, España). Se cree que fue el núcleo o la casa principal de los Peredo, oriundos de Queveda y propietarios de varios palacios y propiedades en la región, como el de Viveda y las casonas de Santillana del Mar. Fue declarado bien de interés cultural en 1995. En 2007 se anunció su restauración y reconversión en hotel-restaurante, dentro un conjunto de restauraciones monumentales del municipio realizadas al amparo del plan general vigente.
El volumen inicila tiene una cierta apariencia de torre y está construido enteramente en sillería y rematado por diversos pináculos y bolas herrerianas, así como gárgolas en las esquinas. En una de las fachadas hay un gran escudo de los Peredo, sobre un balcón de hierro con base de piedra. Terminándose el siglo XVII se le añadió un volumen al norte en forma de L con zaguán, de sillería y madera. El volumen incluye solana y capilla.
Destaca también la portalada de acceso a la propiedad, de sillería, con un arco de medio punto decorado con motivos vegetales y franqueado por pilastras, con un escudo de González. Se cree que fue trasladada desde otro palacio en Quijas.
En la actualidad pertenece a una sociedad de tres personas, entre las que está el actor cántabro Antonio Resines.